# Martin Koster
Martin Gert Koster (Dedemsvaart, 1950)  is een Nederlands dichter. Hij schreef in 1980 het beroemde Drentse gedicht 'Requiem veur een hunebed of Petrae in de vrömde,' een gedicht waarvan de titel (negen woorden) langer is dan het gedicht zelf (vier woorden). Volgens de dichter bewees dit gedicht de kracht van de Drentse taal. Dat hij niet de enige is met dit oordeel bleek wel uit het feit dat 'Requiem' in zowat alle Drentse bloemlezingen opgenomen wordt. Koster, die in de eerste plaats prozaschrijver is, schreef een klein aantal andere gedichten. Ook vertaalde hij gedichten uit het Nederlands en Engels naar het Drents. Martin Koster publiceerde in 1995 'Zölfportret mit sparzegelties'. Sinds 1979 geeft hij het literaire tijdschrift Roet uit.
- Gemeinsame Normdatei: 142429813
- International Standard Name Identifier: 0000 0000 3810 6434
- Library of Congress Control Number: n99022893
- Nederlandse Thesaurus van Auteursnamen: 072296712
- Virtual International Authority File: 33787915
- WorldCat: E39PBJdCkWKQbKyQPm8VHwcF8C